# Oizé

Oizé este o comună în departamentul Sarthe, Franța. În 2009 avea o populație de 1,135 de locuitori.

## Personalități născute aici
- Marin Mersenne (1588 - 1648), matematician, filozof.